# Tarnów
Tarnów é uma cidade da Polônia, na voivodia da Pequena Polônia. Estende-se por uma área de 72,38 km², com 107 954 habitantes, segundo os censos de 2018, com uma densidade de 1491 hab/km².